# 肌陣攣
肌阵挛是指肌肉、关节出現的短暂、不自主、不规则的抽搐，而有节律或规则的抽搐則是阵挛。肌阵挛實際上是一种醫學徵象，通常不會用來诊断患者是否患上某種疾病。健康的人當中也會偶爾出現肌陣攣，不過如果肌陣攣長期持續下去，那麼這可能是某種神经系统疾病的征兆。打嗝就是一种由膈肌引起的肌阵挛。某些基础病會引起肌陣攣。